# Adetunji Adeshina
Adetunji Adeshina, né le 2 décembre 2004 au Nigeria, est un footballeur nigérian qui évolue au poste de milieu central au LASK.

## Biographie

### En club
Né au Nigeria, Adetunji Adeshina commence le football à l'académie Real Sapphire avant de rejoindre la Serbie et le club du FK Novi Pazar au début de l'année 2023. 
Il joue son premier match en professionnel avec le FK Novi Pazar le 26 avril 2023 lors d'une rencontre de championnat face au FK Voždovac Belgrade. Il est titularisé mais voit son équipe s'incline par un but à zéro.
Le 8 juillet 2023, Adeshina signe un nouveau contrat avec le FK Novi Pazar, d'une durée de trois ans, soit jusqu'en juin 2026.
Le 5 août 2023, le milieu de terrain nigérian inscrit son premier but en professionnel, lors d'une rencontre de championnat face au FK Javor Ivanjica. Malgré son but il ne peut empêcher son équipe de s'incliner par trois buts à un.